# Tylophora javanica
Tylophora javanica là một loài thực vật có hoa trong họ La bố ma. Loài này được (Hassk.) Boerl. miêu tả khoa học đầu tiên.